# هشام عبد القادر
هشام عبد القادر عبد الله (مواليد 30 ديسمبر 1976 في المحرق) لاعب كرة طائرة بحريني معتزل وحاليا مدرب كرة طائرة. مثل منتخب البحرين في فة الناشئين والشباب والكبار حيث حصل على العديد من الجوائز من خلال في تسعينات القرن العشرين. كان قائد فريق البسيتين حيث ساعده في الحصول على أول بطولة في تاريخه.
هشام متزوج ولديه طفلان. يعيش في البسيتين.